# Arttu Lappi
Arttu Lappi (Kuopio, 11 de mayo de 1984) es un deportista finlandés que compitió en salto en esquí. Ganó una medalla de oro en el Campeonato Mundial de Esquí Nórdico de 2003, en la prueba de trampolín grande por equipos.

## Palmarés internacional
| Campeonato Mundial | Campeonato Mundial     | Campeonato Mundial | Campeonato Mundial |
| Año                | Lugar                  | Medalla            | Prueba             |
| ------------------ | ---------------------- | ------------------ | ------------------ |
| 2003               | Val di Fiemme (Italia) | Medalla de oro     | TG por equipos     |